# Goodyera goudotii
Goodyera goudotii är en orkidéart som beskrevs av Paul Ormerod och William Cavestro. Goodyera goudotii ingår i släktet knärötter, och familjen orkidéer.
Artens utbredningsområde är Madagaskar. Inga underarter finns listade i Catalogue of Life.